# Tư Mắt
Tư Mắt, giới giang hồ gọi là Tư Đại Ca (1885-1930) tên thật là Nguyễn Văn Trước  trước là trùm du đãng vùng Sài Gòn – Chợ Lớn, kế đến là người chỉ huy cuộc phá Khám Lớn Sài Gòn năm 1916 để giải cứu Phan Xích Long, và gần cuối đời ông nhập môn vào đạo Cao Đài được phong là Chưởng Nghiêm Pháp Quân, một chức sắc cấp cao của đạo Cao Đài.

## Một số thông tin
Tư Mắt, chưa rõ năm sinh, cha mẹ và gốc tích của ông. 
Các tài liệu trích dẫn ngay sau đây, chỉ cho biết một phần đời, sau khi ông đã trưởng thành.
Học giả Vương Hồng Sển thuật lại:
Tư Mắt, tên thiệt là Nguyễn Văn Trước, sinh tiền có lập một tiệm hớt tóc, số nhà 200 đường Thủy Bình cũ (trước 1975 là đường Đồng Khánh, Sài Gòn), lấy hiệu là "Nam Hữu Mai".
Ngày mười bốn tháng 5 năm 1915, Toà đem Tư Mắt ra xử, kể lai lịch Tư Mắt có đến ba vợ, đều phục sự "Anh Tư" hết lòng, và vô số anh em.
Tòa khép Tư Mắt vào tội "gia nhập hội kín ám trợ Cường Để", kêu án lấy chừng, kỳ trung Tư Mắt bắt chước theo Đơn Hùng Tín trong truyện Thuyết Đường. Phàm trong đám du côn đứa nào đã chịu làm em nuôi của "Đại Ca Tư Mắt" thì Đại Ca không khi nào bỏ, "hoạn nạn tương cứu, sanh bất tử ly", không tiền thì Đại Ca cho tiền, không áo, Đại Ca cho áo, thậm chí khi bị tù rạc thì có người nuôi ăn và cung cấp thuốc, bánh. Nhưng khi nào Đại Ca cần dùng ra lịnh thì phải tuân hành, chết sống không kể thân, sai biểu chém ai, giết ai là chém bất luận bà con thân thích.
Tư Mắt đi đến tỉnh nào xứ nào là em út rần rần, đứa theo ủng hộ, đứa đến trình diện bái nghinh Đại Ca. Tư Mắt bước vào quán nước nào thì người khác hội nên lui chân, hàng em út tha hồ gọi bánh gọi mì vì đã có Đại Ca bao trả. Nhưng phải nhớ "ăn của anh Tư thì sau nầy có việc chớ khá so đo cùng anh Tư"!
Lính tráng kiêng dè nể mặt, cò bót miệng ngậm sáp cũng làm lơ. Lịnh sai nã trốc đã ra mà tìm không có ai dám ra tay sanh cầm Tư Mắt, không khéo có ngày mang thẹo, ăn dao của hàng em út anh Tư.
Tuy vậy hết hồi vinh quang đến hồi xuống dốc. Về sau Tư Mắt ăn năn vào chùa Giác Lâm Chợ Lớn lần chuỗi bồ đề tụng kinh sám hối.
Bài viết Đạo Cao Đài với phong trào Minh Tân & Đông Du của tác giả Trần Văn Rạng, cho biết thêm chi tiết, đại để như sau:
Nguyễn Phát Trước, tục gọi Bếp Trước, bỏ làm bồi cho nhà hàng Pháp, ra ngoài tụ tập các bọn du côn làm trùm du đãng, đi quấy phá các thương hiệu Pháp kiều và dân Tây, tức người Việt có quốc tịch Pháp.
Sau, Nguyễn Phát Trước vì ngưỡng mộ ông Lê Văn Trung nên tự nguyện làm bảo vệ cho ông. Phát Trước đề nghị với ông Trung cho ông ám sát De la Chevrotière, thượng nghị sĩ Pháp, nhưng bị ông Trung cản ngăn: Mục đích của chúng ta là đuổi hết Tây ra khỏi đất nước, chứ không phải giết một thằng Tây. Người có mưu sự lớn thì không làm việc nhỏ.
Năm 1913, dân Nam Kỳ xôn xao về vụ chính quyền bảo hộ bắt được Phan Xích Long giam ở Khám Lớn Sài Gòn. Nghe tin, Nguyễn Phát Trước đề nghị ông Trung lên làm Minh chủ để đi phá khám cứu Phan Xích Long. Ông Trung nói nhỏ với Trước Minh chủ chính là Kỳ Ngoại hầu Cường Để, chỉ nên gọi ông là Anh Cả. Hãy cho đàn em khoa trương: Phan Phát Sanh (tức Phan Xích Long) là vua, Nguyễn Phát Trước là tướng; và hãy tổ chức anh em lại, gạt bỏ những đứa du côn cướp giật, lập một hội kín, mở rộng địa bàn hoạt động ra các tỉnh quanh Sài Gòn - Chợ Lớn, nhằm thu hút giới nông dân và coi họ là thành phần nồng cốt...
Sau đó, ông Trung còn khuyên Phát Trước nên nhận biệt danh Tư Mắt mà anh em trong nhóm đã tôn vinh, với lời giải thích: Mỗi người chỉ có hai con mắt mà Trước có tới bốn mắt, ám chỉ người sáng dạ, lẹ tay nhanh chân chạy thoát mọi cuộc bố ráp của lính Tây.
Nguyễn Phát Trước nghe lời ông Trung xây dựng hội kín trong gần ba năm. Đến tối ngày 14 tháng 2 năm 1916, các tổ chức hội kín ở các tỉnh quanh Sài Gòn là Gia Định, Chợ Lớn, Thủ Dầu Một, Biên Hòa...bí mật kéo về ẩn mình trong thành phố. Vào canh tư ngày 15 tháng 2, khoảng 300 người đi thuyền đến chợ Cầu Ông Lãnh rồi kéo đến cột cờ Thủ Ngữ, giương cờ đề ba chữ lớn Phan Xích Long. Tất cả đều đem theo giáo mác và vận đồng phục giống nhau: quần trắng, áo đen, khăn trắng quấn cổ. Đoàn người chia thành ba nhóm, tiến theo ba ngã, hẹn tập trung tại Khám Lớn Sài Gòn.
Tác giả Trần Văn Rạng kể:
Trên đường tiến vào trung tâm thành phố, họ xung đột với cảnh sát, vài người chết. Và khi đứng trước Khám Lớn, thì họ hô to "cứu đại ca", "giết Tây" làm náo động cả thành phố. Lính gác trong các đồn canh xả súng bắn liên hồi, nhưng đoàn người cứ tiến. Đoàn người mỗi lúc bị thương và chết càng nhiều...Như thế, việc phá Khám lớn Sài Gòn thất bại...
Sau đó, Tư Mắt bị bắt. Theo Vương Hồng Sển, thì ông bị tòa kêu án lấy chừng và rồi đến lúc hết hồi vinh quang...Tư Mắt ăn năn vào chùa tu...
Nói đến quãng đời sau này của Tư Mắt, có hai bài viết, tuy so lại vẫn có ít nhiều dị biệt, trích:
Trong Cao Đài từ điển của tác giả Đức Nguyên:
Ông Tư Mắt, một tay võ giỏi, đứng đầu đám anh chị ở Chợ Lớn. Ông thấy được huyền diệu của Đức Chí Tôn qua cơ bút nên xin nhập môn cầu đạo, tự giác bỏ nghề dao búa, ông hiến căn nhà của ông ở Phú Thọ (Chợ Lớn) để làm Thánh thất, nên bổn đạo thời đó gọi Thánh thất ấy là chùa Tư Mắt. Sau ông được Đức Chí Tôn phong là Chưởng Nghiêm Pháp Quân ngày 26 tháng 10 năm Bính Dần (1927). Ông Tư Mắt là người của ông Đốc Phủ Nguyễn Ngọc Tương. Nói thêm về ông Tư Mắt: Một thời gian sau, ông Tư Mắt bị chết cháy thảm thiết. Nguyên là ông Tư Mắt lâm bịnh, nằm tại nhà, chẳng may trên gác cây, mèo chạy làm thùng dầu hôi (dầu lửa) ngã, dầu theo kẻ ván chảy xuống chỗ ông đang nằm, có ngọn đèn chong để kế bên giường, hơi dầu bắt lửa phựt cháy to, khiến ông bị chết cháy.
Và trong một bài viết trên Website của đạo Cao Đài...:
Nguyễn Phát Trước tự Tư Mắt mà các tay giang hồ thời bấy giờ quen gọi là anh Tư Đại Ca. Khi ông được tin nhà ông Đốc học Đồn Văn Bản có Đàn Cơ thỉnh Tiên, ông đến xem thực giả. Chính Đàn Cầu Kho này đã thâu nhận ông là môn đệ của Đức Cao Đài (1926).
Tính khí ông ngang tàng, là trùm du đãng vùng Sài Gòn - Chợ Lớn, Chính quyền Pháp cũng nể vì ông. Cũng có điều lạ, ông rất sợ Đức Chí Tôn, sau khi theo Đạo Ông lập Thánh thất Chợ Lớn ở tại nhà, trên lầu thờ Thầy, dưới dùng làm nhà ở và tiếp khách. Đạo hữu đến cúng kiến tại Thánh thất của ông rất đông, có lẽ họ dựa vào ông để được che chở khỏi bị các tên du đãng bắt nạt hay một lý do huyền nhiệm nào khác...
Cái chết của ông thật thê thảm. Lúc bấy giờ ở Chợ Lớn các nhà sang trọng dùng đèn Manchon treo giữa nhà nhưng cái bơm hơi chuyền xuống đất, ông lại nằm gần cái bơm hơi này, quấn chăn. Không rõ vì lẽ nào, cái bơm phát nổ, đèn phựt cháy luồn xuống cái bơm bắt lửa qua cháy cái khăn. Ông bị phỏng nặng nên vừa đến bệnh viện thì chết (1929).

## Nhận xét
Nhà văn Sơn Nam ở gần nhà Tư Mắt trên Phú Thọ (Chợ Lớn) có nhận định như sau: 
Ông Tư Mắt dám làm quốc sự, chống Tây, biết chuyện khó thành công nhưng ông vẫn làm. Đích thân Tư Mắt chỉ huy để cứu Minh chúa (Phan Xích Long), bị bắt và bị giam...Tư Mắt là người mà các nhà viết sử thời Phan Xích Long đều nhớ, ông mập lùn, có bộ râu thời trang, mép vuốt sáp như trái ấu. Trong nhà có ảnh mặc lễ phục chức sắc của đạo Cao Đài.
Còn học giả Vương Hồng Sển thì liệt Tư Mắt và Thầy Sáu Ng. vào hạng "người khác lạ hơn thường" hay "người bất đắc chí trổ sanh nghề lạ".